# ویلا هلند
ویلا جوانا چنس هلند (به انگلیسی: Willa Joanna Chance Holland)‏ (زاده ۱۸ ژوئن ۱۹۹۱) بازیگر و مدل آمریکایی است. عمده شهرتش بخاطر بازی در نقش اگنس اندرو در سریال دختر سخن‌چین و تیا کوئین در سریال کماندار است.

## فیلم شناسی
| سال  | نام                 | نقش           | پاینویس |
| ---- | ------------------- | ------------- | ------- |
| ۲۰۰۱ | جنون عادی           | فی            |         |
| ۲۰۰۸ | گاردن پارتی         | اپریل         |         |
| ۲۰۰۸ | در میان هیچ کجا     | تیلور الیزابت |         |
| ۲۰۰۸ | جنوا                | کلی           |         |
| ۲۰۱۰ | لژیون               | آدری اندرسون  |         |
| ۲۰۱۰ | تعقیب ۳۰۰۰          | جیمی          |         |
| ۲۰۱۰ | آخرین خط دفاع بشریت | خودش          | مستند   |
| ۲۰۱۱ | سگ‌های پوشالی        | جینز هیدن     |         |
| ۲۰۱۲ | چشمان ببر           | دیوی وکسلر    |         |
| ۲۰۱۶ | خون در ماه          | ورونیکا       |         |

| سال       | نام         | نقش                | توضیحات  |
| --------- | ----------- | ------------------ | -------- |
| ۲۰۰۵      | بازگشت      | کالا               | ۹ قسمت   |
| ۲۰۰۵      | کنار        |                    | ۱۱ قسمت  |
| ۲۰۰۶      | او.سی.      | کاترین کوپر        | ۲۲ قسمت  |
| ۲۰۰۸      | دختر سخن‌چین | اگنس اندروز        | ۵ قسمت   |
| ۲۰۱۲–۲۰۱۹ | کماندار     | تیا کوئین / اسپیدی | نقش اصلی |
| ۲۰۱۵–۲۰۱۶ | فلش         | تیا کوئین / اسپیدی | ۲ قسمت   |

| سال  | نام                                   | نقش  | توضیحات |
| ---- | ------------------------------------- | ---- | ------- |
| ۲۰۰۶ | صورت زخمی : جهان برای توست            |      | صدا     |
| ۲۰۱۰ | قلب پادشاه : خواب توسط تولد           | آکوا | صدا     |
| ۲۰۱۲ | کینگدم هارتس سه‌بعدی: دریم دراپ دیستنس | آکوا | صدا     |

| سال  | نام گروه    | نام آهنگ              | توضیحات |
| ---- | ----------- | --------------------- | ------- |
| ۲۰۰۸ | گلیتراتی    | مرا در طول شب نگه دار |         |
| ۲۰۱۰ | ملیسا اتریج | عشق ترسناک            |         |